# Guatteria juninensis
Guatteria juninensis R.E.Fr. – gatunek rośliny z rodziny flaszowcowatych (Annonaceae Juss.). Występuje naturalnie w Peru. 

## Morfologia
PokrójZimozielone drzewo o owłosionych gałęziach.
LiścieMają kształt od podłużnego do podłużnie eliptycznego. Mierzą 10–20 cm długości oraz 4–6,5 szerokości. Nasada liścia jest zaokrąglona. Liść na brzegu jest całobrzegi. Wierzchołek jest spiczasty. Ogonek liściowy jest owłosiony i dorasta do 2–3 mm długości.
KwiatySą pojedyncze lub zebrane w parach. Rozwijają się w kątach pędów. Działki kielicha mają owalny kształt i dorastają do 2–3 mm długości. Płatki mają owalnie eliptyczny kształt. Osiągają do 8–14 mm długości.
OwocePojedyncze. Mają gruszkowaty kształt. Osiągają 8–9 mm długości.